# Claude Bremond
Pour les articles homonymes, voir Brémond.
Claude Bremond, né le 1er mars 1929 à Saint-Ouen (Loir-et-Cher) et mort le 20 janvier 2021 à Bourg-la-Reine, fut un sémiologue français.

## Biographie
En 1973, Claude Bremond est directeur d'étude à l'École des hautes études en sciences sociales, où il est titulaire d'une chaire de sémiologie des traditions narratives.

## Positions
Suivant la voie ouverte par Propp sur les structures du conte populaire, il proposa une grammaire narrative qui met plutôt l'accent sur les « possibles narratifs ». Refusant de voir dans le récit un enchaînement fixe de fonctions narratives, il développe un modèle dans lequel, à chaque pas, une alternative est offerte au conteur, une bifurcation possible entre deux choix : « laisser aller la flèche ou la retenir, la laisser atteindre la cible ou faire qu'elle la manque ». L'art de raconter se ramène donc à une combinatoire qui joue sur des faisceaux de termes contradictoires.
Bremond transforme le modèle de Propp. Pour lui,  un récit est constitué d'une séquence de trois éléments: ouverture d'une virtualité d'action, actualisation de celle-ci et résultat. Les actions sont effectuées par divers « rôles », qui se regroupent en deux catégories : agents et patients. Un récit est une succession de rôles en action.
En introduisant l'interaction dans la théorie narrative, ce modèle rapproche le récit du jeu, une idée déjà explorée par Raymond Queneau dans Un conte à votre façon (1967). On peut voir une mise en pratique de ce modèle dans le livre-jeu popularisé par la collection « Un livre dont vous êtes le héros ».

## Publications
- « Le message narratif », Communications, 1964, n°4, p. 4–32[3]
- « La logique des possibles narratifs », Communications, 1966, n° 8[4]
- La Logique du récit, Collection Poétique, Éditions du Seuil, 1973  (ISBN 2-02-002043-2)Bernard Cerquiglini, « Claude Bremond, Logique du récit », Annales. Économies, Sociétés, Civilisations, vol. 29, no 3,‎ 1974, p. 757-760 (lire en ligne)
- De Barthes à Balzac (avec Thomas Pavel), Albin Michel, Paris, 1998   (ISBN 2-226-10677-4)
- avec Jacques Le Goff et Jean-Claude Schmitt, L'exemplum, Brepols, Turnhout 1982, 1996²
- avec Thomas Pavel, « Variations sur le thème », Communications, 47, 1988
- avec Jacques Berlioz et Catherine Velay-Vallantin, Formes médiévales du conte merveilleux, Stock, Paris 1989
- « Traditions, traductions, trahisons », dans Sylviette Larzul, Les traductions françaises des "Mille et une nuits", L'Harmattan, 1996